# Campeonato Português de Rugby de 2013–2014
O Campeonato Nacional da Divisão de Honra 2013/2014 contou com 10 clubes, acabando com o título do CDUL.
Final
GD Direito - CDUL, 15-19
3.º e 4.º Lugares
CR Técnico (AEIST) - CF Belenenses, 21-16
1/2 Finais
CDUL - CR Técnico (AEIST), 28-12
GD Direito - CF Belenenses, 33-13
5º/6º Lugares
AEIS Agronomia - Associação Académica Coimbra, 12-24
7º/8º Lugares
GDS Cascais - CDUP, ?
9º/10º Lugares
RC Montemor o Novo - CR Arcos Valdevez, 23-27
Play-Offs (7º ao 10º Lugar)
GDS Cascais - RC Montemor o Novo, 28-15
CDUP - CR Arcos Valdevez, 16-16
Play-Off
CR Técnico (AEIST) - Associação Académica Coimbra, 47-15
AEIS Agronomia - CF Os Belenenses, 8-26

## CN da Divisão de Honra - Fase Apuramento
|     |                           | Jogos | Jogos | Jogos | Jogos | Jogos | Jogos | Jogos | Ensaios | Ensaios | Pontapés de Transformação convertidos | Pontapés de Transformação convertidos | Pontapés de Penalidade convertidos | Pontapés de Penalidade convertidos | Pontapés de Ressalto convertidos | Pontapés de Ressalto convertidos | Pontos de Jogo | Pontos de Jogo | Pontos de Jogo | Pontos Bónus | Pontos Bónus | Pontos Bónus | Pontos Totais |
| Pos | Equipa                    | Jor.  | J     | V     | E     | D     | FC    | Pts.  | Marc.   | Sofr.   | Marc.                                 | Sofr.                                 | Marc.                              | Sofr.                              | Marc.                            | Sofr.                            | Marc.          | Sofr.          | Dif.           | Ise          | Ofen.        | Defen.       | Pts Tot       |
| --- | ------------------------- | ----- | ----- | ----- | ----- | ----- | ----- | ----- | ------- | ------- | ------------------------------------- | ------------------------------------- | ---------------------------------- | ---------------------------------- | -------------------------------- | -------------------------------- | -------------- | -------------- | -------------- | ------------ | ------------ | ------------ | ------------- |
| 1   | GD Direito                | 20    | 18    | 16    | 0     | 2     | 0     | 64    | 93      | 25      | 68                                    | 16                                    | 20                                 | 26                                 | 2                                | 2                                | 667            | 241            | +426           | 8            | 9            | 1            | 82            |
| 2   | CDUL                      | 20    | 18    | 14    | 0     | 4     | 0     | 56    | 99      | 24      | 65                                    | 15                                    | 15                                 | 27                                 | 0                                | 2                                | 670            | 237            | +433           | 8            | 10           | 4            | 78            |
| 3   | Clube de Rugby do Técnico | 20    | 18    | 15    | 0     | 3     | 0     | 60    | 86      | 32      | 64                                    | 19                                    | 27                                 | 17                                 | 0                                | 0                                | 639            | 249            | +390           | 8            | 10           | 0            | 78            |
| 4   | AEIS Agronomia            | 20    | 18    | 13    | 0     | 5     | 0     | 52    | 89      | 26      | 63                                    | 12                                    | 20                                 | 31                                 | 0                                | 0                                | 631            | 247            | +384           | 8            | 11           | 3            | 74            |
| 5   | CF Belenenses             | 20    | 18    | 10    | 0     | 8     | 0     | 40    | 71      | 51      | 39                                    | 33                                    | 19                                 | 19                                 | 2                                | 1                                | 496            | 381            | +115           | 8            | 4            | 4            | 56            |
| 6   | AA Coimbra                | 20    | 18    | 5     | 1     | 12    | 0     | 22    | 44      | 79      | 32                                    | 57                                    | 23                                 | 17                                 | 1                                | 0                                | 356            | 560            | -204           | 8            | 3            | 2            | 35            |
| 7   | GDS Cascais               | 20    | 18    | 5     | 1     | 12    | 0     | 22    | 32      | 75      | 18                                    | 50                                    | 40                                 | 24                                 | 0                                | 0                                | 316            | 547            | -231           | 8            | 0            | 4            | 34            |
| 8   | CDUP                      | 20    | 18    | 5     | 1     | 12    | 0     | 22    | 38      | 83      | 22                                    | 57                                    | 24                                 | 17                                 | 0                                | 0                                | 306            | 580            | -274           | 8            | 1            | 2            | 33            |
| 9   | CR Arcos Valdevez         | 20    | 18    | 2     | 1     | 15    | 0     | 10    | 32      | 83      | 18                                    | 58                                    | 7                                  | 26                                 | 0                                | 0                                | 217            | 609            | -392           | 8            | 1            | 1            | 20            |
| 10  | RC Montemor o Novo        | 20    | 18    | 3     | 0     | 15    | 0     | 12    | 28      | 134     | 14                                    | 86                                    | 20                                 | 11                                 | 0                                | 0                                | 228            | 875            | -647           | 8            | 0            | 0            | 20            |

Nota: Na coluna “Ise” são atribuidos 4 pontos por cada jornada em que as equipas estejam isentas.

## Calendário
|                           | GDD   | CDUL  | CRT   | AGR   | CFB   | AAC   | GDS   | CDUP  | CRAV  | RCM   |
| GD Direito                |       | 20-16 | 21-30 | 22-9  | 18-17 | 57-10 | 45-22 | 29-10 | 27-0  | 45-13 |
| CDUL                      | 10-3  |       | 41-15 | 23-20 | 23-12 | 68-20 | 42-3  | 81-10 | 45-7  | 93-0  |
| Clube de Rugby do Técnico | 13-27 | 29-24 |       | 16-25 | 21-16 | 62-14 | 65-0  | 46-6  | 64-5  | 48-3  |
| AEIS Agronomia            | 6-28  | 11-6  | 7-12  |       | 38-16 | 41-5  | 38-12 | 31-5  | 27-12 | 69-3  |
| CF Belenenses             | 5-16  | 26-24 | 12-29 | 24-21 |       | 44-26 | 29-23 | 33-27 | 54-3  | 65-7  |
| AA Coimbra                | 13-43 | 18-29 | 17-36 | 34-53 | 24-19 |       | 17-20 | 36-7  | 15-15 | 33-5  |
| GDS Cascais               | 29-64 | 17-24 | 3-30  | 21-39 | 29-27 | 12-10 |       | 23-29 | 33-17 | 25-14 |
| CDUP                      | 17-69 | 13-27 | 8-26  | 3-54  | 15-20 | 22-7  | 14-14 |       | 23-8  | 37-22 |
| CR Arcos Valdevez         | 12-64 | 7-45  | 10-36 | 5-54  | 12-20 | 10-12 | 20-11 | 22-40 |       | 35-14 |
| RC Montemor o Novo        | 9-69  | 6-49  | 10-61 | 0-88  | 25-57 | 17-45 | 23-19 | 32-20 | 25-17 |       |